# John Lothropp
John Lothropp (también Lothrop o Lathrop; 1584-1653) fue un clérigo anglicano inglés, quien se convirtió en un ministro congregacionalista y emigró a Nueva Inglaterra. Fue el fundador de Barnstable (Massachusetts).

## Primeros años
Lothropp nació en Etton, East Riding de Yorkshire. Él fue bautizado 20 de diciembre de 1584. Estudió en Queens 'College, Cambridge, donde se matriculó en 1601, se graduó con un BA en 1605, y con una maestría en 1609.

## Ministro en Inglaterra
Fue ordenado sacerdote en la Iglesia de Inglaterra y nombrado cura de la parroquia local en Egerton, Kent. En 1623 renunció a sus órdenes y se unió a la causa de la independencia. Lothropp ganó prominencia en 1624, cuando fue llamado para reemplazar reverendo Henry Jacob como el pastor de la Primera Iglesia Independiente en Londres, una congregación de sesenta miembros que se reunió en Southwark. Historiadores de la Iglesia a veces llaman esta iglesia la Iglesia Jacob-Lathrop-Jessey, llamada así por sus tres primeros pastores, Henry Jacob, John Lothropp y Henry Jessey.
Se vieron obligados a reunirse en secreto para evitar el escrutinio de la obispo de Londres William Laud. Tras el descubrimiento del grupo el 22 de abril de 1632 por oficiales del rey, cuarenta y dos de los independientes Lothropp fueron arrestados. Sólo dieciocho escaparon a la captura. Fueron procesados por no tomar juramento de la lealtad a la Iglesia establecida. Muchos fueron encarcelados en la prisión The Clink. Todos fueron puestos en libertad con fianza en la primavera de 1634, excepto Lothropp, que fue considerado demasiado peligroso para ser liberado. Una placa en el cementerio de Lothrop Hill en Barnstable, Massachusetts, la ciudad en la que John Lothropp se establecido y donde murió, declara que fue encarcelado en la prisión de Newgate, de 1632 a 1634. Mientras estaba en prisión, su esposa Hannah House enfermó y murió. Sus seis hijos tuvieron, según la tradición, que valerse por sí mismos mendigando por las calles de Londres. Amigos suyos, siendo incapaces de ocuparse de ellos, los llevaron al obispo que tenía el cargo de Lothropp. El obispo en última instancia, lo dejó en libertad bajo fianza en mayo de 1634 en el entendimiento de que de inmediato se retirara al Nuevo Mundo.

## Emigración
Se le dijo a Lothropp que sería indultado si aceptaba los términos de abandonar Inglaterra de forma permanente con su familia junto con el mayor número de miembros de su congregación que pudiera llevarse que no aceptaban la autoridad de la Iglesia de Inglaterra.
Los papeles de Estado en la nueva Oficina de Registro, Fetter Lane, Londres, han conservado algunos de los registros de Star Cámara de días encarcelado John Lothropp. El último registro fue probablemente el orden de la corte que abre el camino para su huida a América. El registro se encuentran en la página 71 del Diario el gobernador Winthrop, cita a John Lothropp, un hombre libre, regocijándose en la búsqueda de una "Iglesia sin el obispo". . . "Y un estado sin rey."
Lothropp aceptado los términos de la oferta y se marchó a Plymouth, Massachusetts. Con su grupo, se embarcó en el Griffin y llegó a Boston el 18 de septiembre de 1634. Se casó con Anna Hammond (?) (1616 - 1687) poco después de su llegada.
Lothropp no se quedó mucho tiempo en Boston. En pocos días, él y su grupo se trasladaron a Scituate donde "joyned en covenaunt juntos", junto con otras nueve personas que precedieron a ellos para formar la "Iglesia de Cristo conseguidas Scituate att." {Huntington, 1884 p27 } La Congregación en Scituate no fue un éxito. disidencia en el tema de [] [bautismo], así como otras reclamaciones no especificadas y la falta de buenos [pastoreo []] de la tierra y forrajes por su [bovinos] [] hizo que la iglesia en Scituate de dividir en 1638.
Lothropp solicitó Gobernador Thomas Prence en Plymouth por un "lugar para el trasplante de nosotros, a fin de que Dios podría tener más gloria y altas más comodidad." {Otis, 1888 P198} Así como Otis dice "El señor Lothropp y una gran compañía llegó a Barnstable., 11 de octubre 1639 del sistema operativo, trayendo con ellos los cultivos que se había planteado en Scituate" {Otis, 1888} Hay P198, plazo de tres años que habían construido casas para todas las familias y, a continuación Lothropp comenzó la construcción de un robusto mayor reunión en su casa por Coggin (o Cooper) Pond, que se completó en 1644. Este edificio, que ahora forma parte de la Sturgis Biblioteca en Barnstable, Massachusetts es una de las casas originales de John Lothrop y casas de reunión, y ahora es también el más antiguo edificio que albergaba una bibliotecas públicas en Estados Unidos.
"Era un hombre de espíritu corazón humilde y quebrantado, festivo en la dispensación de la Palabra de Dios, estudioso de la paz, amueblado con satisfacción piadosa, dispuesto a gastar y ser gastados por la causa de la iglesia de Cristo." {Huntington, 1884 p33}

## Genealogía
Su abuelo, Robert Lathropp (1510-1556) se casó con la noble familia de Thomas Aston (n. 1480). Se casó con Hanna House en Inglaterra, el 10 de octubre de 1610. Tuvieron ocho hijos:
1. Thomas Lothropp, bautizado 21 de febrero de 1612 en Eastwell, Kent, Inglaterra, por su abuelo, el reverendo John Howse, párroco allí. Grabar un disco de Obispo Transcripción en Canterbury.
2. Jane Lothropp, nacido 29 de septiembre de 1614 en Egerton, Kent, Inglaterra
3. Anne Lothropp, nacido en mayo de 1616 en Egerton, Inglaterra
4. Lothropp John, nacido en febrero de 1617/18 Egerton, Inglaterra
5. Barbara Lothropp, nacido en octubre de 1619 Egerton, Inglaterra
6. Lothropp Samuel, nacido el 1622 en Egerton, Inglaterra
7. Capitán José Lothropp, nacido en abril de 1624 en Eastwell, Kent, Inglaterra
8. Lothropp Benjamín, nació en diciembre de 1626 en Eastwell, Kent, Inglaterra

Jane se casó con un pasajero del Mayflower, llamado Samuel Fuller, hijo de Edward Fuller.
Después de la muerte de Hannah, Lothropp se casó de nuevo, a Ann Hammond (?) en 1635. Tuvieron cinco hijos:
1. Elizabeth Lothropp, nacido en Scituate, MA </ li>
2. Bernabé Lothropp, nacido en junio de 1636 en  Barnstable, MA </ li>
3. Abigail Lothropp, nacido 2 de noviembre de 1639 en Barnstable, MA </ li>
4. Betsabé Lothropp, nacido en febrero de 1640 a 1641 Scituate, MA </ li>
5. capitán John Lothropp, nacido el 9 de 1643-44 de febrero en Barnstable, MA </ li>
</ Ol>

Descendientes
Aunque la fama Lathrop no puede haber durado mucho más allá de su vida, descendientes famosa siguen influyendo en el mundo a través de este día. Sus descendientes directos en el número de los Estados Unidos más de 80.000, incluyendo: (Price, 1984, p38-39)
  - Presidentes de los Estados Unidos:
    - Millard Fillmore
    - Ulysses S. Grant
    - Franklin D. Roosevelt

  - Los candidatos a la Oficina Nacional:
    - EE. UU. senador Adlai Stevenson

  - Guerra Revolucionaria figura Benedict Arnold
  - Profeta Mormón José Smith
  - Gobernador del Estado:
    - Thomas E. Dewey
    - William W. Kitchin

  - La secretaria de Estado Juan Foster Dulles
  - Director de la CIA Allen Dulles Gales
  - Pistolero del Viejo Oeste y el representante de la ley Wild Bill Hickock
  - Poeta Henry Wadsworth Longfellow
  - Educador, presidente de la Universidad de Yale, y el diplomático estadounidense Kingman Brewster, Jr..
  - Historiador, Colegio de administrador, y el presidente de la Universidad de Harvard, Catalina Drew Gilpin Faust[1]
  - Artista Lewis Comfort Tiffany
  - Médico, autor Benjamin Spock
  - Esposa del fundador de la Universidad de Stanford Jane Stanford
  - Autor y el médico Oliver Wendell Holmes, Sr. y su hijo, el juez de la Corte Suprema de los EE. UU. Oliver Wendell Holmes, Jr.
  - Fundador de Alimentos en general Marjorie Merriweather Post
  - Fundador de Fuller Brush Company Alfred Carl Fuller
  - Fundador de la Universidad de la Escuela de Chicago Ley, Fundador de la Revista de Derecho de Harvard, y profesor Royall de Derecho en la Facultad de Derecho de Harvard University, José Enrique Beale
  - Financista John Pierpont Morgan
  - Musicoterapeuta Aimee Lathrop
  - Detroit rapero Sean Strand, cuyo nombre artístico es Pick Up
  - Escrito por Cynthia Rouse, Alexandra Rouse, Tony Rouse, y muchos otros familiares Mitchell.
  - La familia Allred, entre ellos el actor Corbin Allred y los líderes de secta polígama y hermanos Rulon C. Allred y A. Owen Allred
  - Actores, Dina Merrill, Shirley Temple y Brooke Shields.[2]

Véase también
  -  Portal: Cristianismo. Contenido relacionado con  Cristianismo.
  - Barnstable, Massachusetts
  - congregacionalismo
  - Colonia de Plymouth
  - Lowthorp para una discusión sobre los orígenes y las variaciones de ortografía del nombre de Lo-Lathrop.

Bibliografía
  - Huntington, Rev EB AM "Una memoria genealógica de la familia Lothropp en este país que abarca la medida de lo conocido a los descendientes de Lothropp El Rev. Juan de Scituate y Barnstable, Massachusetts, y Mark Lothrop de Salem y Bridgewater, Misa de la primera generación de descendientes de los nombres de otros";. Ridgefield Ct. 1884. Una versión de búsqueda en línea de este libro se encuentra disponible el sitio web de la Fundación Lothropp mencionadas anteriormente.

Precio *, Richard. Lothropp Juan:"Un puritano Biografía y genealogía"Salt Lake City, Utah, 1984..
  - Otis, Amos. "Notas genealógico de las familias Barnstable". 1888.
  - Holt, Heleneexilio: la historia de John Lathrop, 1584-1653, una novela1987

Notas
  1. ↑   Hollick, Martín E. (2008). «notables Kin: El New England Ascendencia de Drew Gilpin Faust, presidente de Harvard 28a».  En Nueva Inglaterra Sociedad Genealógica Histórica, ed. NewEnglandAncestors.org. Archivado desde el original el 28 de diciembre de 2010. Consultado el 21 de abril de 2010. 
  2. ↑  http://worldconnect.rootsweb.ancestry.com/cgi-bin/igm.cgi?op = GET y Glencoe db = & id = I15857 

Enlaces externos
  - Lothropp Fundación
  - condado de Barnstable historial de la página
  - Sturgis Historia de las Bibliotecas
  - [Historia de la https://web.archive.org/web/20070404103151/http://www.exlibris.org/nonconform/engdis/jacobites.html Jacob Lathrop Jessy Iglesia]
  - [Descendientes https://web.archive.org/web/20061215165136/http://www.newenglandancestors.org/education/articles/research/special_guests/gary_boyd_roberts/56_659_456.asp notables del reverendo John Lathrop / Lothropp, fundador de Barnstable, Massachusetts]
  - antepasado inmigrante reverendo John Lathrop
  - Lathrop Genealogía Lathrop la historia y los recursos para la investigación genealógica.

| Control de autoridades | - Proyectos Wikimedia - Datos: Q6245304 - Identificadores - WorldCat - VIAF: 39222583 - LCCN: nr89011791 - SNAC: w62n6pgt |
  -  Datos: Q6245304